# Victorias underhus
Victorias underhus (engelska: Victorian Legislative Assembly) är underhuset i delstaten Victorias parlament. Det finns 88 platser i underhuset, vilka kommer från 88 olika elektorat. 